# Termoterapia
Termoterapia – dział fizykoterapii wykorzystujący energię cieplną w celach leczniczych.
W przypadku zabiegów dostarczających do organizmu ciepło nazywana jest ciepłolecznictwem, lub jeśli stosowane zabiegi powodują odebranie ciepła organizmowi nazywana jest zimnolecznictwem, którego szczególną formą jest krioterapia, czyli zabiegi lecznicze z zastosowaniem temperatury poniżej 0 °C.
Pomimo różnic zabiegi termoterapii mają wspólny efekt biologiczny, przejawiający się:
- zmniejszeniem nasilenia bólu
- rozluźnieniem mięśni
- w przypadkach ostrych odczynów zapalnych leczenie zimnem hamuje ten odczyn
- w przypadkach przewlekłych procesów zapalnych efekt ten uzyskuje się ciepłolecznictwem[1]

## Podział
W zależności od zastosowanej metody, zabiegi termoterapii dzieli się na:
- ciepłolecznictwo
  - z zastosowaniem metod dostarczających ciepła tkankom
    - hydroterapia z zastosowaniem wody o temperaturze powyżej 36 °C.
    - balneoterapia
    - zabiegi parafinowe

  - metody wzbudzające ciepło w tkankach
    - terapia promieniowaniem IR
    - prądy wielkiej częstotliwości
    - ultradźwięki
- zimnolecznictwo
  - hydroterapia z zastosowaniem wody w temperaturze 36–0 °C.
  - okłady z lodu, zamrożonych żeli lub borowiny
  - rozpylanie cieczy chłodzących
  - krioterapia
    - miejscowa
    - ogólnoustrojowa